# Dimotikó Théatro (métro d'Athènes)
Dimotikó Théatro (grec moderne : Δημοτικό Θέατρο, « Théâtre municipal ») est une station de métro au Pirée, en Grèce. Terminus sud-ouest de la ligne 3 du métro d'Athènes, elle est ouverte depuis le 10 octobre 2022.
Le nom de la station provient du théâtre municipal du Pirée, bâtiment emblématique de la ville.